# Jens August Wille
Jens August Wille (født 18. marts 1966) er en dansk sceneinstruktør og teaterdirektør bosat i Roskilde. Han er uddannet på Statens Teaterskole i København 1992-1996. 
Jens August Wille er fra Roskildeområdet og blev matematisk-musisk student fra Roskilde Katedralskole i 1985.
Jens August Wille blev i 1999 tilknyttet Odense Teaters daværende teaterchef Kasper Wiltons dramaturgiat. Det virke fortsatte fra 2010 under teaterdirektør Michael Mansdotter frem til 2013, hvorefter Jens August Wille fra 1. september 2013 fungerede som teaterdirektør på Odense Teater.
I perioden 2002 til 2005 var Wille sammen med Simon Boberg og Mads Wille leder af teatret Plan B i København. Derudover fungerede han fra 2004 til 2005 som dramaturg for Radio Drama (DR).
I 2005 blev Jens August Wille rektor for Skuespillerskolen ved Odense Teater. Fra 2010 - efter fusionen med Det Fynske Musikkonservatorium og Vestjysk Musikkonservatorium - blev han udnævnt til institutleder for skuespillerskolen ved Syddansk Musikkonservatorium og Skuespillerskole (SMKS).
I 2011 forlod han SMKS til fordel for et år som kunstnerisk leder af Teater Momentum i Odense sammen med Caroline McSweeney.
I 2012 til 2013 fungerede Jens August Wille som ekstern konsulent for Kunststyrelsen ved vurdering af egnsteatre.

## Privat
Jens August Wille er gift med antropologen Stine Brynskov. Han er bror til skuespillerinden Marie Louise Wille og fætter til Mads Wille.